# Trigonomma lippulum
Trigonomma lippulum är en tvåvingeart som beskrevs av Günther Enderlein 1911. Trigonomma lippulum ingår i släktet Trigonomma och familjen fritflugor. Inga underarter finns listade i Catalogue of Life.